# Snoop Dogg
Ке́лвин Кордоза́р Бро́дус-мла́дший (англ. Calvin Cordozar Broadus Jr.; род. 20 октября 1971, Лонг-Бич, Калифорния), более известный под псевдонимом Snoop Dogg (рус. Снуп Догг) — американский рэпер и актёр. Его известность восходит к 1992 году, когда он появился на дебютном сольном сингле Dr. Dre Deep Cover, а затем на дебютном сольном альбоме Dre The Chronic. С тех пор Снуп продал более 23 миллионов альбомов в Соединённых Штатах и 35 миллионов альбомов по всему миру. Его награды включают American Music Awards, премию «Эмми Прайм-Тайм» и 17 номинаций на премию «Грэмми».
Дебютный сольный альбом Снупа Doggystyle, спродюсированный Dr. Dre, был выпущен лейблом Death Row Records в ноябре 1993 года и дебютировал на первом месте в чарте популярных альбомов Billboard 200 и в чарте лучших R&B/хип-хоп альбомов Billboard. Разошедшийся тиражом 800 000 копий за первую неделю, Doggystyle был сертифицирован как четырёхкратно платиновый в 1994 году и включал синглы What’s My Name? и Gin and Juice. В 1994 году лейбл Death Row Records выпустил саундтрек Снупа к короткометражному фильму Murder Was the Case со Снупом в главной роли. В 1996 году его второй альбом, Tha Doggfather, также дебютировал на первом месте в обоих чартах, с Snoop’s Upside Ya Head в качестве ведущего сингла. В следующем году альбом был сертифицирован как дважды платиновый.
Покинув Death Row Records в январе 1998 года, Снуп подписал контракт с No Limit Records, выпустив три альбома Da Game Is to Be Sold, Not to Be Told (1998), No Limit Top Dogg (1999) и Tha Last Meal (2000). В 2002 году он подписал контракт с лейблом Priority/Capitol/EMI Records, выпустив альбом Paid tha Cost to Be da Boss. В 2004 году он подписал контракт с Geffen Records, выпустив свои следующие три альбома: R&G (Rhythm & Gangsta): The Masterpiece, Tha Blue Carpet Treatment и Ego Trippin'. Priority Records выпустили его альбом Malice n Wonderland в 2009 году, за которым последовал Doggumentary в 2011 году. Снуп Догг снимался в кино и был ведущим нескольких телевизионных шоу, в том числе Doggy Fizzle Televizzle, Snoop Dogg's Father Hood и Dogg After Dark. Он также тренирует молодёжную футбольную лигу и футбольную команду средней школы. В сентябре 2009 года EMI наняла его в качестве председателя возобновленной Priority Records. В 2025 году стал совладельцем футбольного клуба «Суонси Сити».
В 2012 году, после поездки на Ямайку, Снуп объявил о переходе в Растафари и новом псевдониме Snoop Lion. В качестве Snoop Lion он выпустил регги-альбом Reincarnated и одноимённый документальный фильм о своём опыте на Ямайке в начале 2013 года. Его 13-й студийный альбом Bush был выпущен в мае 2015 года и ознаменовал возвращение имени Snoop Dogg. Его 14-й сольный студийный альбом Coolaid был выпущен в июле 2016 года. В марте 2016 года, в ночь перед Рестлманией 32 в Арлингтоне, штат Техас, он был включен в крыло знаменитостей Зала славы WWE, несколько раз выступая за компанию, в том числе в качестве церемониймейстера во время матча на Рестлмании XXIV. В 2018 году Снуп объявил, что он «рожденный свыше христианин», и выпустил свой первый госпел-альбом Bible of Love. 19 ноября 2018 года Снупу была присвоена звезда на Голливудской аллее славы. Он выпустил свой семнадцатый сольный альбом I Wanna Thank Me в 2019 году. В 2022 году Снуп приобрёл Death Row Records у MNRK Music Group (ранее известной как eOne Music) и выпустил свой 19-й студийный альбом BODR.

## Биография

### Ранние годы жизни
Мать называла его Snoopy (с английского — «любопытный») за выражение его глаз, и когда он начал записываться, то взял себе псевдоним Snoop Doggy Dogg в честь известного персонажа мультфильмов. Второй из трёх сыновей. Родителями были Бэверли Тэйт и Вэрнелл Вернадо. Отец был ветераном Вьетнама, играл на тамбурине в госпел-группе «Невероятные братья Вернадо», оставил семью, когда Келвину было три месяца. Келвин был назван в честь отчима. В воспитании активно принимал участие и дедушка. Келвин пел в детском церковном хоре, играл на пианино, рэп начал читать в шестом классе, мечтал о карьере квотербека. Во время обучения в средней школе состоял в преступной организации Rollin 20s Long Beach Crips, вскоре после окончания школы поступил в политехнический колледж Лонг-Бич (Long Beach Polytechnic High School) и был арестован за хранение кокаина, провёл шесть месяцев в Окружной тюрьме Вэйсайд. Колледж Келвин окончил 22 июня 1989 года. В 1989—1991 годах Келвин периодически оказывался в тюрьме.

### 1992—1997: Death Row,DoggystyleиTha Doggfather

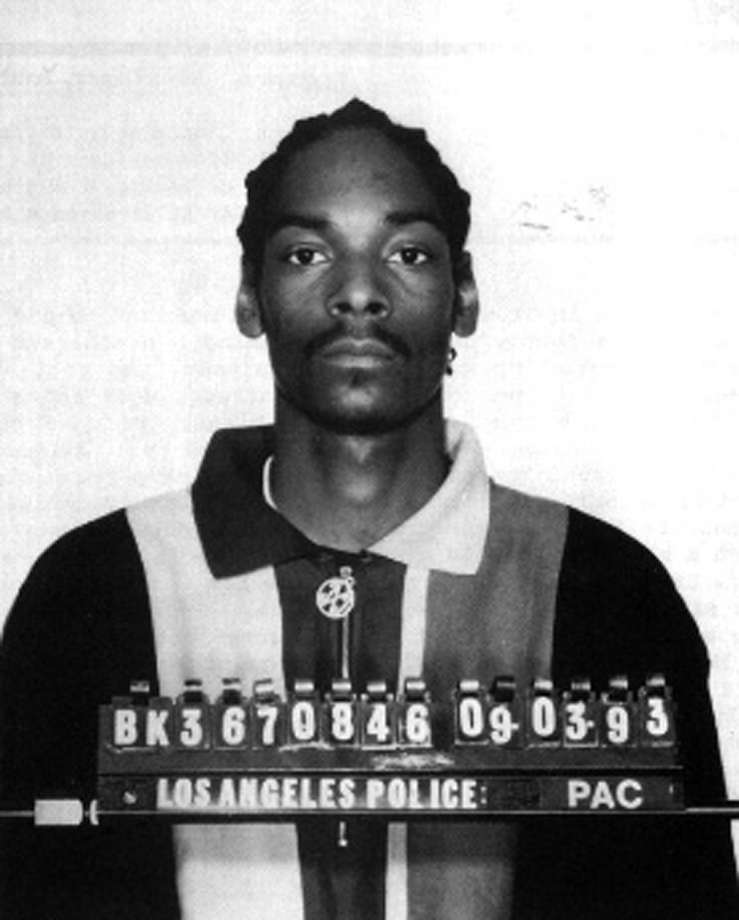
Магшот, 1993 год

Dr. Dre познакомился с Келвином после прослушивания его демокассеты, которую дал ему сводный брат Warren G. В 1992 году была записана песня для фильма «Под прикрытием» и ряд других песен к альбому The Chronic. В 1993 году дебютный альбом Doggystyle был самым ожидаемым релизом, до выхода было получено свыше полутора миллионов предварительных заказов. Заглавный трек «Gin & Juice» с альбома не должен был стать синглом, а в итоге превратился в классику хип-хопа. Во время церемонии MTV Снуп был арестован по подозрению в убийстве преступника Philip Woldemarium, которого застрелил телохранитель Снупа McKinley Lee. В феврале 1996 года обвинения были сняты на основании самообороны. Творчество Снупа и в целом гангста-рэп обсуждались в Конгрессе. В июле 1995 года основал звукозаписывающую студию Doggy Style Records. В ноябре 1996 года был выпущен второй альбом Tha Doggfather, который был посвящён памяти Тупака Шакура. В 1997 году принял участие в концертном рок-туре Lollapalooza и покинул лейбл Death Row Records.

### 1998—2011: Контракт с No Limit
13 марта 1998 года Келвин подписал контракт с лейблом No Limit Records и уменьшил свой псевдоним до Snoop Dogg. На этом лейбле были записаны три последующих альбома: Da Game Is to Be Sold, Not to Be Told, No Limit Top Dogg и Tha Last Meal. В 2004 году он сыграл с Беном Стиллером и Оуэном Уилсоном в комедии «Старски и Хатч». Созданная в начале 90-х группа 213, в состав которой вошли Nate Dogg, Warren G и Snoop Dogg, выпустила в августе 2004 года дебютный альбом The Hard Way. В начале карьеры группа репетировала в кладовке музыкального магазина. В 2004 году впервые в его карьере сингл «Drop It Like It’s Hot» (записанный совместно с Фарреллом) смог возглавить горячую сотню Биллборда, а два года спустя он вновь выбился в лидеры американских чартов с треком «I Wanna Love You», записанным вместе с Эйконом, обе песни были номинированы на премию «Грэмми» В начале 2000-х его сопровождающим на концертах стал его дядя June Bug.
В поддержку бывшего лидера Crips — Стэнли «Tookie» Уильямса в 2005 году вместе с Nate Dogg и Tha Dogg Pound был записан сингл «Real Soon».
26 апреля 2006 года Snoop Dogg и пятеро участников его команды были арестованы за нарушение общественного порядка и драку в лондонском аэропорту Хитроу. Сначала Келвина и его команду не пустили в VIP-зал аэропорта по причине шумного поведения компании. Позже они направились в магазин дьюти-фри, где расколотили несколько бутылок виски и повздорили с персоналом. Работники магазина вызвали полицейских, которые попытались проводить дебоширов в участок, но столкнулись с сопротивлением. Семеро офицеров полиции получили незначительные ранения, а у одного из нападавших оказалась сломана рука. На следующий день все шестеро были освобождены под залог. Сразу же после инцидента в аэропорту Snoop Dogg получил запрет от компании British Airways летать её рейсами. 23 апреля 2008 года британский суд отменил наложенный ранее запрет на въезд музыканта в Британию. Аргументом для отмены послужила видеозапись тех событий, на которой запечатлено, как Snoop Dogg играет с детьми, затем к нему подходит полицейский и валит его на пол, однако при этом музыкант не оказывал сопротивления и не предпринимал ответных действий. «Дети смеялись, слушали музыку и пели», — заявил судья, отметивший, что «к беспорядкам привели действия сотрудников полиции и аэропорта».
В 2006 году Snoop Dogg был привлечён для создания сингловой версии песни «Buttons» группы Pussycat Dolls.
Snoop был ведущим церемонии MTV EMA 2007. Ирсон Кудикова среди российских исполнителей первой записалась с Келвином, их совместный трек «Replay» вышел в 2008 году.

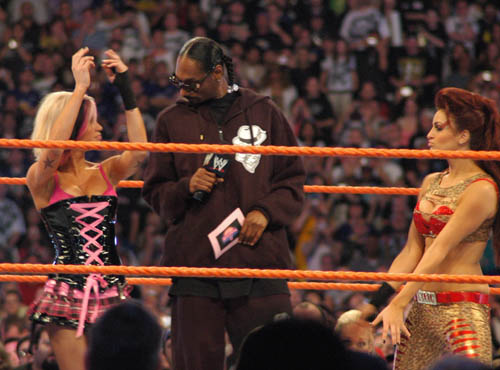
Snoop Dogg на Рестлмании XXIV в 2008 году

20 апреля 2009 года в филиале Музея восковых фигур мадам Тюссо в Лас-Вегасе была установлена восковая фигура рэпера. Snoop Dogg стал третьим представителем хип-хопа в музее, после Тупака Шакура и The Notorious B.I.G..
В декабре 2011 года Снуп совместно с Wiz Khalifa записал альбом-саундтрек Mac & Devin Go to High School, оба сыграли роли в одноимённом фильме. Снуп выпустил дабстеповый микстейп Throw Your Dubs Up. В запись вошло 17 треков. На крупнейшем американском фестивале Electric Zoo, который проходит в Нью-Йорке, Snoop впервые отыграл диджей сет под никнеймом Snoopadelic.

### 2012—2013:Reincarnatedи7 Days of Funk
В 2012 году Snoop Dogg сменил свой творческий псевдоним на Snoop Lion и выпустил регги-сингл «La La La». Snoop сообщил, что был крещён на Ямайке в растафарианство. 23 апреля 2013 года вышел регги-альбом. Выпустил песню с Майли Сайрус. 17 июня 2013 года продюсер Symbolyc One сообщил, что Snoop Lion работает над своим следующим альбомом уже как Snoop Dogg.
В июле 2013 года Снуп принял участие в записи песни «Coffee From Colombia» народной артистки Азербайджана Айгюн Кязимовой, также на песню был снят видеоклип. 10 декабря 2013 года вышел мини-альбом 7 Days of Funk, который полностью записан на продакшн от Dam-Funk, под псевдонимом Snoopzilla. В декабре 2013 года вместе с женой и дочерью встретился с госсекретарём США Джоном Керри во время приёма в Белом доме.
9 июня 2014 года Snoop Dogg выпустил новый сингл совместно с исполнителем PSY, сингл получил название «Hangover».

### 2014—2017:Bush,CoolaidиNeva Left
В августе 2014 года вышел клип на новую песню Снупа и Фаррелла Уильямса. Фаррелл стал продюсером нового альбома Снупа Bush. 10 марта 2015 года с альбома уже был выпущен первый сингл «Peaches N Cream». А чуть позже, 14 апреля 2015 года был выпущен второй сингл с альбома «So Many Pros». 5 мая 2015 года, был выпущен в качестве третьего сингла «California Roll». 8 мая 2015 года альбом Bush вышел сначала на ITunes Radio, а 12 мая 2015 года через лейблы Doggystyle, I Am Other и Columbia Records.
13 июня 2016 года Snoop Dogg объявил дату выхода своего альбома Coolaid, который вышел 1 июля 2016 года.
11 марта 2017 года Snoop Dogg объявил на своей странице в Instagram о скором выходе нового альбома. 6 апреля стала известна дата выхода — 19 мая 2017. Пластинка Neva Left стала 15-й в его сольной карьере. В записи приняло участие большое количество исполнителей: Wiz Khalifa, Rick Ross, Big Tray Deee, K Camp, Stress, October London, Too $hort, Nef The Pharaoh, Devin The Dude, DJ Battlecat, BadBadNotGood, Kaytranada, KRS-One, B-Real, Method Man, Redman, Charlie Wilson, Teena Marie и Big Bub.

### 2018 — настоящее время:Bible Of LoveиI Wanna Thank Me
16 марта 2018 года выпустил альбом Bible Of Love.
3 июля 2019 года выпустил новый клип который называется «I Wanna Thank Me». Ролик начинается на Голливудской «Аллее славы», где он получил свою звезду на знаменитом тротуаре в прошлом ноябре. Во время своей речи, он сказал, что должен поблагодарить себя за то, что он привёл себя туда, где он сегодня находится. Этот трек стал первым синглом с нового 17-го студийного альбома I Wanna Thank Me, который был выпущен 16 августа 2019 года.
13 февраля 2022 года выступил в перерыве Суперкубка вместе с Эминемом, Доктором Дре, Кендриком Ламаром, Мэри Джей Блайдж, 50 Cent и Андерсоном Паком.
Snoop Dogg принял деятельное участие в летних Олимпийских играх 2024 года в Париже. Перед началом Игр он участвовал в эстафете олимпийского огня и пронёс факел по улицам Сен-Дени, северного пригорода Парижа, где находится олимпийский стадион «Стад де Франс». Snoop Dogg освещал Игры для канала NBC. Он присутствовал на различных спортивных состязаниях, брал комментарии у спортсменов. Музыкант открывал арену перед соревнованиями по брейкингу среди би-гёрлз. На церемонии закрытия рэпер исполнил свой хит «Drop It Like It’s Hot». Затем к нему присоединился Доктор Дре для исполнения композиции «The Next Episode». Музыканты представляли Лос-Анджелес, город, где пройдут следующие летние Олимпийские игры в 2028 году.

## Музыкальный стиль

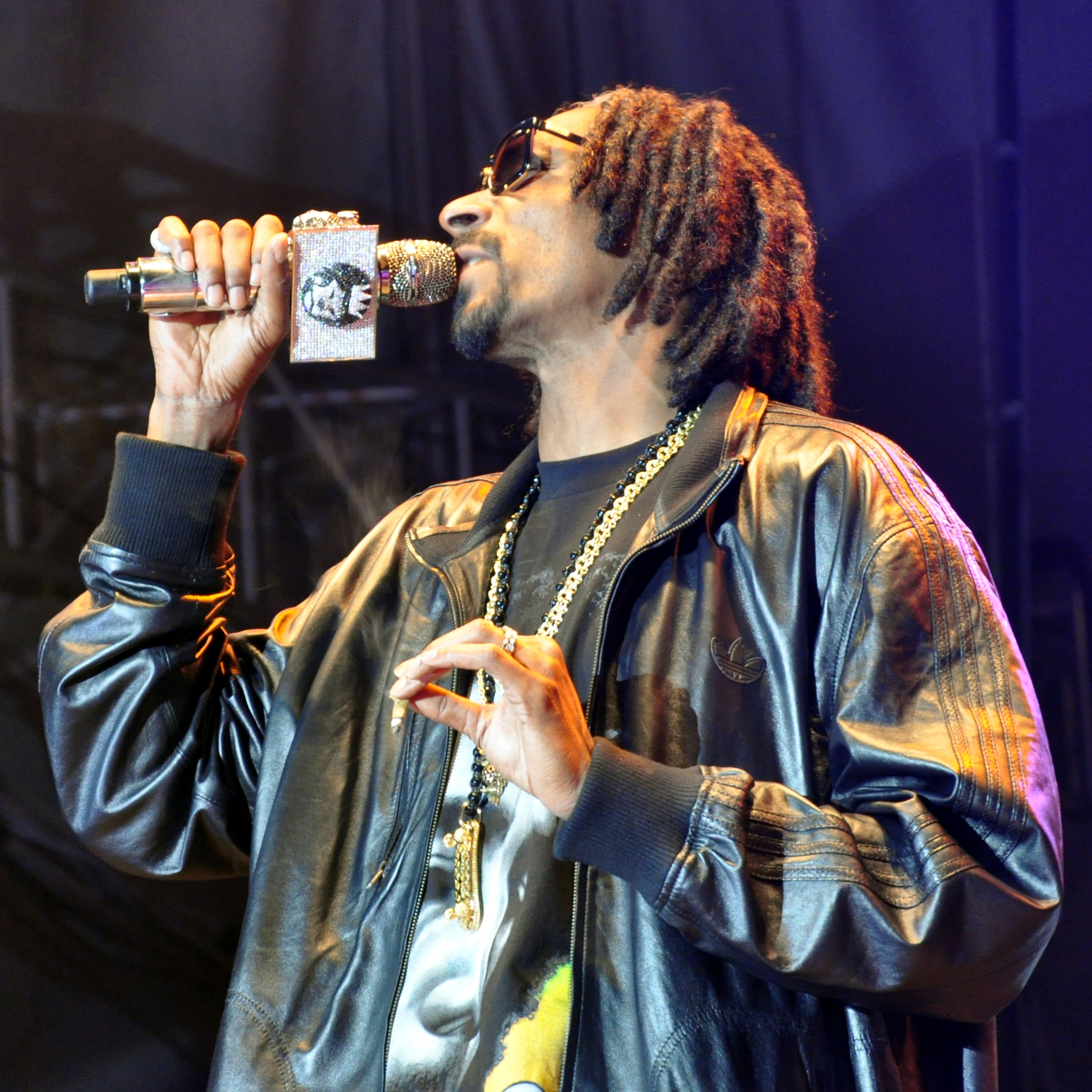
Снуп Догг на фестивале Summerjam, 2013 год

Снуп известен своей манерой исполнения — ленивая, подчёркнуто спокойная, с растянутыми словами и ритмичной лирикой. Создаёт биты под псевдонимом Niggaracci. Множество совместных работ с музыкантами различных жанров. Помимо студийных альбомов, есть ряд микстейпов.
Его известным выражением является фраза: «Fo' shizzle, my nizzle», которая значит for sure my nigga (разумеется, мой ниггер).
В 2005 г. вместе с The Game состоялся концертный тур «How the West Was One» Аресты за хранение марихуаны, оружия. Рост 1,93 м, вес около — 85 кг. Позиционирование образа гангстера, растамана, сутенёра (Gangster-Pimp). В 2003 г. он появился на церемонии MTV Video Music Awards с двумя полуголыми девушками на поводках. На сегодняшний день альбомы и синглы Снупа в мире разошлись тиражом 20 млн копий.

## Предпринимательская деятельность

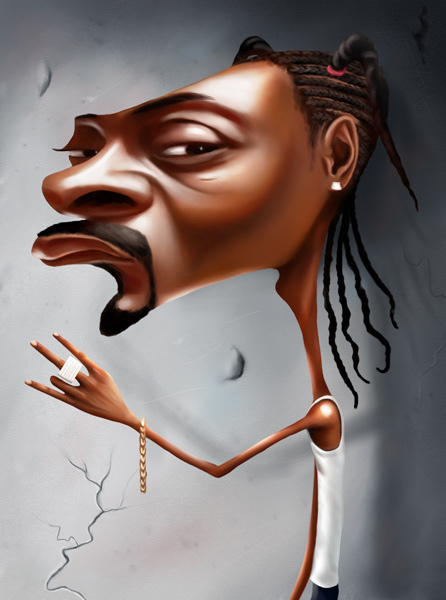
Шарж на Снуп Догга

В дополнении к музыке Snoop снимается в кинофильмах, организовал несколько телевизионных шоу: Doggy Fizzle Televizzle, Snoop Dogg’s Father Hood и Dogg After Dark. «Больше всего на свете я бы хотел сыграть Бенни Хилла. Я бы даже позволил им замазать мне лицо белой краской» — сказал музыкант. В 2005 г. основал собственную кинокомпанию Snoopadelic Films. Его коммерческие проекты — одежда, обувь, игры, пища, сигары, игрушки, напитки, порно фильмы, наушники, скейтборды, линия одежды и игрушек для собак. Годовой доход более $15 млн. Снуп занимается благотворительностью.
В 2012 году стал совладельцем женской футбольной команды «Los Angeles Rideretts», футбольная женская лига Lady Arena Football League (LAFL) привлекла внимание рэпера. Снуп выпустил книгу карманного размера под названием Rolling Words. Внутри она сделана из обычных листов для самокруток, на которые безвредными чернилами нанесены тексты песен Снупа. Все листы отделены пунктирной линией и легко отрываются. Обложка сделана из конопли, а корешок выполнен в виде серной полоски, которые обычно наносят на борт спичечных коробков. Проект разработало американское рекламное агентство Pereira O’Dell. Книга Rolling Words является рекламой бренда бумаги для самокруток Snoop Dogg King Size Slim, также выпускаемого музыкантом. Снуп признался, что снизил употребление марихуаны со 100 г до «более подконтрольных» 50 г в день — 30 стандартных сигарет чистой травы. Снуп является большим любителем автомобилей, все его машины различаются по размеру, стилю и внутреннему «фаршу», но каждая из них — отражение одной из сторон его личности. Начиная с «бьюика» 1969 г. модели «Riviera», заканчивая зелёным «Cadillac»1974 г., все машины Келвина предназначены для езды по дорогам.
Является продюсером порнофильмов. (Snoop Dogg’s Doggystyle, Snoop Dogg’s Hustlaz: Diary of a Pimp и Snoop Dogg’s Buckwild Bus Tour).
В июле 2020 года Snoop выпустил собственную мобильную игру «Snoop Dogg’s Rap Empire». В ней игрок выступает в роли молодого рэпера, который строит свою карьеру с нуля, записывая треки, выступая, собирая свою команду и вкладывая деньги в различные отрасли. Сам Snoop Dogg помогает молодому дарованию советами и связями.

### Вино
В начале 2020 года Келвин выпустил красное вино в сотрудничестве с австралийским винным брендом 19 Crimes под названием «Snoop Cali Red». На этикетке бутылки изображено лицо Снуп Догга. Вино производится в Калифорнии, используются следующие сорта винограда: Сира, Зинфандель, Каберне Совиньон, Таннат.
В марте 2021 года Снуп Догг продолжил сотрудничество с компанией, выпустив розовое вино, также производящееся в Калифорнии, под названием «Snoop Cali Rosé». Вино является смесью Гренаша и Зинфанделя.

## Суды
На Снуп Догга подали в суд, как на одного из организаторов фестиваля Once Upon a Time In LA в декабре 2021 года. Там был убит рэпер Drakeo the Ruler. Его брат считает, что руководство фестиваля не обеспечило необходимый уровень безопасности.

## Личная жизнь

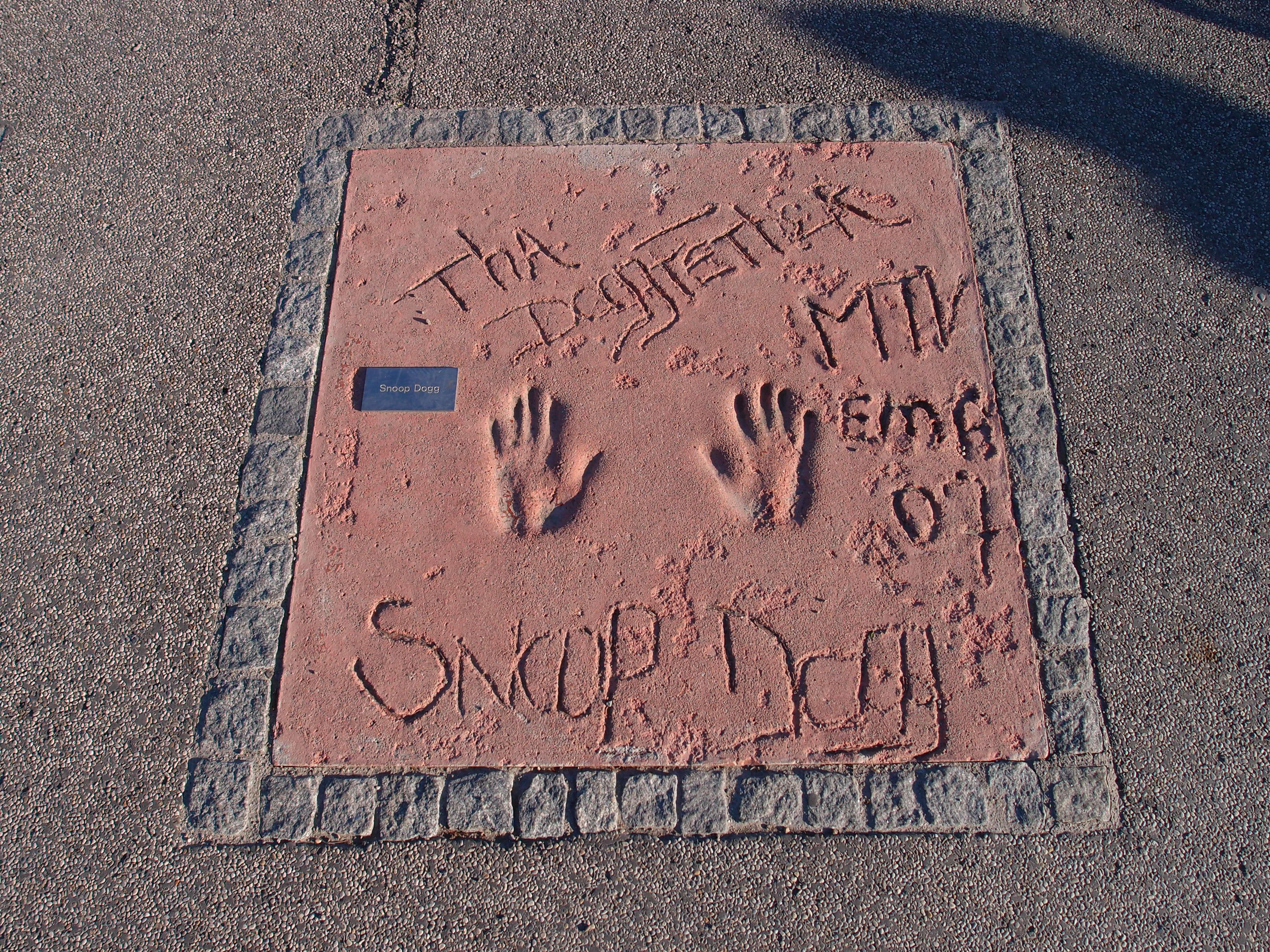
Снуп Догг оставил отпечатки ладоней на Олимпийской аллее звёзд, Мюнхен

12 июня 1997 года Снуп женился на своей школьной подруге Шанте Тейлор, есть два сына и дочь (Корде 1994 г. р., Корделл 1997 г. р. и Кори 1999 г. р.). Шанте пробовала себя в дизайне футболок. Отзывы были настолько хороши, что решено было открыть свою марку Co Co Ri. Также она стала менеджером рэперши The Lady of Rage и основала лейбл Boss Lady Entertainment. В январе 2015 г. внука Зайона исполнителю подарил его сын Корди.
Несколько его кузенов также стали известными хип-хоп-исполнителями: RBX, Nate Dogg, Lil’ ½ Dead и Daz Dillinger, также R&B исполнители Brandy и Ray J.
21 мая 2004 г. Снуп подал на развод, сославшись на непримиримые разногласия, но 12 января 2008 г. пара возобновила отношения. Снуп и его семья проживают в городе Клермонт, штат Калифорния.
Тату является неотъемлемым атрибутом хип-хоп культуры, у Снупа на правом плече в виде портрета жены, на левой руке в память о Nate Dogg. Dre был продюсером дебютного альбома и ещё около десятка треков Снупа, их имена тесно связаны друг с другом.
Снуп является большим поклонником спорта, хорошо играет в баскетбол, болеет за «Лос-Анджелес Лейкерс», «Питтсбург Стилерз», «Лос-Анджелес Доджерс». Имеет множество друзей среди игроков. 

«Когда я был ребёнком, в 70-х, я болел за „Стилерз“, „Рэйдерс“ или „Ковбойс“ — сказал певец. — Ну и что-то в „Стилерз“ действительно увлекло меня в раннем возрасте. Может быть то, как они играли в защите. Это был мой стиль, это был я. Так я полюбил „Стилерз“ и они не дали мне ни одного шанса разочароваться в них. Все знают, что у меня немало друзей в разных командах НФЛ, и я всех их уважаю, но я пожизненный фанат „Питтсбург Стилерз“»
 Существует Snoop Youth Football League, рэпер организовывает чемпионаты каждый год для подростков. Молодые таланты могут пробовать себя в футбольной лиге «Snooper Bowl», основанной Снуп Доггом. Дружит со спортсменом Дэвидом Бекхэмом.
24 октября 2021 года умерла мать Снупа, Беверли Тейт.

## Дискография

### Студийные альбомы
- 1993: Doggystyle
- 1996: Tha Doggfather
- 1998: Da Game Is to Be Sold, Not to Be Told
- 1999: No Limit Top Dogg
- 2000: Tha Last Meal
- 2002: Paid tha Cost to Be da Boss
- 2004: R&G (Rhythm & Gangsta): The Masterpiece
- 2006: Tha Blue Carpet Treatment
- 2008: Ego Trippin’
- 2009: Malice n Wonderland
- 2011: Doggumentary
- 2013: Reincarnated
- 2015: Bush
- 2016: Coolaid[англ.]
- 2017: Neva Left[англ.]
- 2018: Bible of Love[англ.]
- 2019: I Wanna Thank Me[англ.]
- 2021: From Tha Streets 2 Tha Suites[англ.]
- 2022: BODR (Bacc On Death Row)
- 2024: Missionary
- 2025: Iz It a Crime?

### Совместные альбомы
- 2000: Tha Eastsidaz (с Tha Eastsidaz)
- 2001: Duces 'n Trayz: The Old Fashioned Way (с Tha Eastsidaz)
- 2004: The Hard Way (с 213)
- 2011: Mac & Devin Go to High School (с Wiz Khalifa)
- 2013: 7 Days of Funk (с Dâm-Funk)
- 2013: Royal Fam (с Spanky Danky и Dirty D из Tha Broadus Boyz)[24]
- 2015: Mac & Devin Go to High School Part 2 (с Wiz Khalifa)[68]
- 2016: Cuzznz (с Daz Dillinger как Daz-N-Snoop)
- 2022: Snoop Cube 40 $hort (с E-40, Ice Cube и Too Short как Mount Westmore)

## Фильмография
| Год       |     | Русское название                                | Оригинальное название                  | Роль                             |
| --------- | --- | ----------------------------------------------- | -------------------------------------- | -------------------------------- |
| 1994      | ф   | Убийство было делом                             | Murder Was the Case: The Movie         | играет себя                      |
| 1998      | ф   | Непропечённый                                   | Half Baked                             | курильщик                        |
| 1998      | ф   | Чёрный бизнес                                   | Caught Up                              | Кул Китти Кэт                    |
| 1998      | ф   | Гонка                                           | Ride                                   | Менте                            |
| 1998      | ф   | Аферисты                                        | I Got the Hook Up                      | клиент в баре                    |
| 1998      | кор | Игра жизни                                      | Da Game of Life                        | Смут                             |
| 1999      | ф   | Чёрный ангел                                    | Urban Menace                           | проповедник Калеб                |
| 1999      | ф   | Белые мальчики                                  | Whiteboyz                              | играет себя                      |
| 1999      | ф   | Команда разрушителей                            | The Wrecking Crew                      | Дра-Мэн                          |
| 1999      | ф   | Горячие парни                                   | Hot Boyz                               | C-Dawg                           |
| 2000      | ф   | Восточные перцы                                 | Tha Eastsidaz                          | Кевин «Килла Поп» Миллер         |
| 2001      | ф   | Малыш                                           | Baby Boy                               | Родни                            |
| 2001      | ф   | Кости                                           | The Bones                              | Джимми Бонс                      |
| 2001      | ф   | Тренировочный день                              | Training day                           | Блю                              |
| 2001      | ф   | Мойка                                           | The Wash                               | Ди Лок                           |
| 2001      | мс  | Царь горы                                       | King of the Hill                       | Алебастр Джонс                   |
| 2001      | с   | Журнал мод                                      | Just Shoot Me!                         | играет себя                      |
| 2003      | ф   | Старая закалка                                  | Old School                             | играет себя                      |
| 2003      | ф   | Поли Шор мёртв                                  | Pauly Shore Is Dead                    | играет себя                      |
| 2003      | ф   | Разыскиваются в Малибу                          | Malibu’s Most Wanted                   | Ронни                            |
| 2004      | ф   | Улётный транспорт                               | Soul Plane                             | Капитан Мак                      |
| 2004      | ф   | Убойная парочка: Старски и Хатч                 | Starsky and Hutch                      | Хагги                            |
| 2004      | с   | Лас-Вегас                                       | Las Vegas                              | играет себя                      |
| 2004      | с   | Шоу Берни Мака                                  | The Bernie Mac Show                    | Келвин                           |
| 2004      | с   | Секс в другом городе                            | The L word                             | Slim Daddy                       |
| 2005      | ф   | Беспредел в Лос-Анжелесе                        | The L.A. Riot Spectacular              | рассказчик                       |
| 2005      | ф   | Бешеные скачки                                  | Racing Stripes                         | ищейка Лайтенинг                 |
| 2005      | ф   | Правило № 1: Шеф всегда прав                    | Boss’n Up                              | Корд Кристофер                   |
| 2005      | ф   | Обитатели                                       | The Tenants                            | Вилли Сперминт                   |
| 2006      | ф   | Квартал ужаса Снуп Догга                        | Hood of Horror                         | Адская гончая, Девон, рассказчик |
| 2006      | с   | Дурман                                          | Weeds                                  | играет себя                      |
| 2007      | ф   | Артур и минипуты                                | Arthur et les Minimoys                 | Макс                             |
| 2007      | с   | Детектив Монк                                   | Monk                                   | Рассел «Убийца» Крэй             |
| 2008      | ф   | Король Сингх                                    | Singh Is Kinng                         | играет себя                      |
| 2009      | мф  | Футурама: В дикие зелёные дали                  | Futurama: Into the Wild Green Yonder   | играет себя                      |
| 2009      | ф   | Вниз по жизни                                   | Down for Life                          | мистер Хайтауэр                  |
| 2009      | ф   | Золотая дверь                                   | Falling Up                             | Рауль                            |
| 2009      | ф   | Брӱно                                           | Brüno                                  | играет себя                      |
| 2007      | ф   | Артур и месть Урдалака                          | Arthur et la Vengeance de Maltazard    | Макс                             |
| 2010      | с   | Биг Тайм Раш                                    | Big Time Rush                          | играет себя                      |
| 2010      | мс  | Гетто                                           | The Boondocks                          | Мактастик                        |
| 2011      | ф   | Большой выстрел                                 | The Big Bang                           | Пасс                             |
| 2011      | с   | 90210: Новое поколение                          | 90210                                  | играет себя                      |
| 2011      | мс  | Шоу Кливленда                                   | The Cleveland Show                     | играет себя                      |
| 2012      | ф   | Мы — вечеринка                                  | We the Party                           | Биг Ди                           |
| 2012      | ф   | Мак и Девин идут в среднюю школу                | Mac & Devin Go to High School          | Мак Джонсон                      |
| 2012      | док | Something from Nothing: The Art of Rap          | Something from Nothing: The Art of Rap | играет себя                      |
| 2012      | мс  | Чёрный динамит                                  | Black Dynamite                         | Лерой Ван Найс                   |
| 2013      | мф  | Турбо                                           | Turbo                                  | Крутой вираж                     |
| 2013      | док | Перевоплощённый                                 | Reincarnated                           | играет себя                      |
| 2013      | ф   | Очень страшное кино 5                           | Scary Movie 5                          | Джа Маркус                       |
| 2013      | ф   | Одноклассники.ru: НаCLICKай удачу               | Одноклассники.ru: НаCLICKай удачу      | играет себя                      |
| 2014      | док | На высоте культуры                              | The Culture High                       | играет себя                      |
| 2015      | ф   | Идеальный голос 2                               | Pitch Perfect 2                        | играет себя                      |
| 2015      | мс  | Санджей и Крейг                                 | Sanjay and Craig                       | Уличный Пёс                      |
| 2016      | ф   | Поп-звезда: Не переставай, не останавливайся    | Popstar: Never Stop Never Stopping     | играет себя                      |
| 2016      | ф   | Знакомьтесь, семейка Блэков                     | Meet the Blacks                        | Тодд                             |
| 2016      | ф   | Невероятно!!!!!                                 | Unbelievable!!!!!                      | майор Легранд Буше               |
| 2016—2017 | с   | Парни из Трейлер Парка                          | Trailer Park Boys                      | играет себя                      |
| 2017      | ф   | Дом рассады                                     | Grow House                             | играет себя                      |
| 2017      | мс  | Симпсоны                                        | The Simpsons                           | играет себя                      |
| 2018      | ф   | Мир будущего                                    | Future World                           | Большой Папочка Любви            |
| 2019      | ф   | Пляжный бездельник                              | The Beach Bum                          | Лингери                          |
| 2019      | ф   | Меня зовут Долемайт                             | Dolemite Is My Name                    | Рой                              |
| 2019      | мф  | Королевские каникулы                            | Trouble                                | Снуп                             |
| 2019      | мф  | Семейка Аддамс                                  | The Addams Family                      | кузен Итт                        |
| 2019      | с   | Закон и порядок: Специальный корпус             | Law & Order: Special Victims Unit      | Пи Ти Бэнкс                      |
| 2019      | мс  | Американский папаша!                            | American Dad!                          | Томми Токес                      |
| 2020      | мф  | Губка Боб в бегах                               | Sponge On The Run                      | играет себя                      |
| 2020      | с   | Крушение утопии                                 | Utopia Falls                           | Архив                            |
| 2020      | мс  | С Значит Семья                                  | F Is for Family                        | преподобный Шугар Сквайрс        |
| 2021      | ф   | Знакомьтесь, семейка Блэков 2: Дом по-соседству | The House Next Door: Meet the Blacks 2 | играет себя                      |
| 2021      | мф  | Семейка Аддамс: Горящий тур                     | The Addams Family 2                    | кузен Итт                        |
| 2021      | с   | Семья чёрной мафии                              | Black Mafia Family                     | пастор Свифт                     |
| 2022      | ф   | Доброго траура                                  | Good Mourning                          | косяк                            |
| 2022      | ф   | Дневная смена                                   | Day Shift                              | Большой Джон Эллиот              |
| 2023      | ф   | Домашняя вечеринка                              | House Party                            | играет себя                      |
| 2024      | ф   | Аутсайдеры                                      | The Underdoggs                         | Джейсен                          |
| 2024      | мф  | Гарфилд в кино                                  | The Garfield Movie                     | Морис                            |
| 2024      | мф  | По кусочкам                                     | Piece by Piece                         | играет себя                      |

### Озвучивание видеоигр
- 2003 — True Crime: Streets of LA
- 2004 — Def Jam: Fight for NY
- 2006 — Def Jam Fight for NY: The Takeover
- 2012 — Tekken Tag Tournament 2
- 2013 — Way of the Dogg
- 2013 — Call of Duty: Ghosts
- 2015 — Family Guy: The Quest for Stuff
- 2019 — Madden NFL 20
- 2019 — NHL 20
- 2022 — Call of Duty: Vanguard
- 2022 — Call of Duty: Mobile
- 2023 — Call of Duty: Modern Warfare II
- 2024 — Fortnite

### Образ в кино
- 2009 — «Ноториус» (Снуп Догга играет Анван Гловер)
- 2015 — «Голос улиц» (Снуп Догга играет Лакит Стэнфилд)
- 2017 — «2pac: Легенда» (Снуп Догга играет Джарретт Эллис)

## Факты
- Snoop Dogg участвовал в Epic Rap Battles of History, изображая Моисея[69].
- У Snoop Dogg’а существовала официальная страница в «Одноклассниках»[70].
- Snoop Dogg заложил звезду на аллее звёзд в ТРЦ «ИЮНЬ» в декабре 2013 года, г. Мытищи[71][72].
- Snoop Dogg введён в Зал Славы World Wrestling Entertainment 2 апреля 2016 года
- У Snoop Dogg’a есть кузина Мерседес Моне, которая выступает в All Elite Wrestling